# Karl Julius Lohnert
Karl Julius Lohnert (* 27. Oktober 1885 in Unteröwisheim; † 21. Januar 1944 in Leipzig) war ein deutscher Astronom und Psychologe.

## Leben
Nach dem Abschluss der Oberrealschule 1905 studierte Lohnert zunächst vier Semester an der Universität Heidelberg. Dort war er bei dem deutschen Astronomen Max Wolf zwischen 1905 und 1907 als Assistent tätig. In dieser Zeit entdeckte er vier Asteroiden und beschäftigte sich mit der Sternverteilung in der Nähe von Sternennebeln. Die vier Asteroiden sind (618) Elfriede, (623) Chimaera, (635) Vundtia und  (639) Latona.
Nach weiteren zehn Semestern Studium der Psychologie an der Universität Leipzig wurde Lohnert unter Wilhelm Wundt und Johannes Volkelt promoviert. Lohnert beschäftigte sich mit der Formwahrnehmung von Rechtecken und konstruierte dazu einen Apparat, der es einer Versuchsperson ermöglichte, in kurzer Zeit zwei Rechtecke mit variablen Seitenverhältnissen zu betrachten. Danach war Lohnert als Lehrer in Leipzig tätig. 1937 erscheint er im Lehrerverzeichnis der Humboldtschule.
Der von Lohnert 1907 entdeckte Asteroid Vundtia ist nach  Wilhelm Wundt benannt.

## Ehrung
Für den von Karl Wilhelm Reinmuth am 10. Oktober 1931 am Observatorium auf dem Königstuhl bei Heidelberg entdeckten Asteroiden mit der provisorischer Bezeichnung 1931 TC2 wurde 2011 auf Vorschlag von Lutz D. Schmadel der Name (11434) Lohnert vergeben.

## Veröffentlichungen
- Die Sternverteilung um die großen Nebel bei ξ Persei und 12 Monocerotis. In: Publikationen des Astrophysikalischen Instituts Königstuhl-Heidelberg., Band 2, 1906, S. 159–165
- Beobachtungen veränderlicher Sterne von Aug. 1905 bis Okt. 1906. In: Publikationen des Astrophysikalischen Instituts Königstuhl-Heidelberg., Band 3, Nummer 6, 1908, S. 113–123
- Untersuchungen über die Auffassung von Rechtecken. (Dissertation) W. Engelmann, Leipzig, Berlin. 1913 OCLC 223981597